# AMX-10P
Эта статья — о гусеничной машине. О колёсной машине см. AMX-10RC.
AMX-10P — французская боевая машина пехоты 1970-х годов. Поставки первых серийных БМП начались в 1973 году для 7-й механизированной бригады сухопутных войск, базирующейся в Реймсе. Предназначалась для замены бронетранспортёра AMX-VCI. На протяжении многих десятилетий являлась одной из самых лёгких БМП в мире. Плавающая без использования специальных плавсредств. В сухопутных войсках Франции, начиная с 2008 года по 2016, AMX-10P частично заменена колёсной БМП VBCI.

## История создания и производства
Разработана в 1965—1972 годах фирмой GIAT для нужд французской армии. 
Серийно производилась с 1972 по 1994 год, всего было выпущено около 1750 машин этого типа. Большая часть выпущенных машин предназначалась для Французской Армии, однако впоследствии их число в ней было сокращено, хотя AMX-10P всё ещё остаются основной БМП французских войск. Значительная часть AMX-10P была поставлена на экспорт, по состоянию на 2007 год они всё ещё остаются на вооружении ряда стран.

## Описание конструкции

### Вооружение
Основное вооружение AMX-10P — 20-мм пушка M693, оснащённая дневным прицелом с увеличением 6х. Темп стрельбы пушки — 700 выстрелов в минуту, эффективная дальность стрельбы — 1500 м. 

### Защищённость и живучесть
Сварной бронекорпус AMX-10P выполнен из плит алюминиевой брони AZ5G. Лобовая броня БМП защищает от 23-мм снаряда БЗТ/ЗУ-23-2 с дистанции 300 м, и от 14,5-мм бронебойной пули крупнокалиберного пулемета КПВТ. При этом защита машины кругом обеспечивается от 7,62-мм пуль стрелкового оружия и осколков артиллерийских снарядов. В 2006-2008 годах фирмой GIAT, в настоящее время Nexter, проводилась модернизация 108 БМП AMX-10P сухопутных войск Франции для повышения её защищённости и подвижности. Существенное увеличение защиты машины достигается установкой навесной брони. При этом улучшение подвижности обеспечивается установкой новой подвески и упрочнением трансмиссии. В настоящее время разработан и принят комплект динамической защиты AMX-10P.

## На вооружении

### Современные операторы
- Босния и Герцеговина — 24 AMX-10P, по состоянию на 2007 год[1]
- Индонезия — 24 AMX-10P и 10 AMX-10PAC 90 в составе морской пехоты, по состоянию на 2007 год[2]
- Катар — 40 AMX-10P, по состоянию на 2007 год[3]
- Марокко — 10 AMX-10P, по состоянию на 2007 год[4]
- ОАЭ — 15 AMX-10P, по состоянию на 2007 год[5]
- Саудовская Аравия — более 570 AMX-10P, по состоянию на 2007 год[6]
- Франция - 108 AMX-10P , по состоянию  на 2007 год[7]

### Бывшие операторы
- Ирак — 100 AMX-10P на хранении на 2007 год[7]
- Сингапур - 44 AMX-10P на хранении  на 2007 год[7]
- Греция - 105 AMX-10P  на хранении на  2007 год[7]